# Beneden-Toengoeska
De Beneden-Toengoeska (Russisch: Нижняя Тунгуска, Nizjnjaja Toengoeska) is een Siberische rivier die stroomt door de Aziatisch-Russische oblast Irkoetsk en de kraj Krasnojarsk. Het is een rechterzijrivier van de Jenisej.
De rivier ontspringt op ongeveer 300 kilometer ten noordoosten van Bratsk in het Midden-Siberisch Bergland tussen ongeveer 800 meter hoge bergen. Vanaf de bron stroomt de rivier over een wijde stroomvallei in noordoostelijke richting parallel aan de Lena, waarvan ze daar slechts enkele kilometers verwijderd is. De Lena stroomt vandaar verder naar het noordoosten, terwijl de Beneden-Toengoeska verder stroomt in noordelijke en verderop in noordwestelijke richting. In de benedenloop stroomt de rivier door vele meren die tot 20 kilometer breed zijn. Ook bevinden zich er kloven en stroomversnellingen. Op ongeveer 340 kilometer ten zuiden van Norilsk bij Toeroechansk stroomt de rivier (dan op ongeveer 20 meter boven zeeniveau) in de Jenisej.
Het stroomgebied omvat ongeveer 473.000 km² en bevindt zich voornamelijk in de regio Toengoeska. De grootste zijrivier is de Kotsjetsjoem, die bij Toera vanuit het noorden in de Beneden-Toengoeska stroomt. Andere belangrijke zijrivieren zijn de Nepa en Taimura.
De rivier is bevroren van oktober tot mei en ontdooit in de bovenloop van mei tot juni en in de benedenloop van mei tot juli. De rivier is bevaarbaar vanaf de plaats Toera.
Op 100 kilometer ten noorden van de bron van de Beneden-Toengoeska ontspringt de Stenige Toengoeska die 600 kilometer zuidelijker in de Jenisej stroomt.

## Waterkrachtcentrale
Sinds eind jaren 80 wordt gewerkt aan plannen voor de bouw van de waterkrachtcentrale Toeroechanskaja (Туруханская гидроэлектростанция ) die de grootste van Rusland moet worden en een van de grootste ter wereld. De geplande jaarlijkse productie is voorlopig gesteld op 12.000 MW, maar kan maximaal worden uitgebreid naar 20.000 MW (meer dan de Drieklovendam in China).